# ミスフィット・ガレージ
『ミスフィット・ガレージ』（原題：Misfit Garage）は、ディスカバリーチャンネルにて放送されている自動車番組・リアリティ番組で、『ファスト&ラウド』から派生したスピンオフ番組の一つである。2014年10月13日に放送が開始され、2020年6月現在、本国アメリカ，日本でもシーズン6まで放送されている。

## 概要
ガス・モンキー・ガレージを解雇されたトム、ジョーダン、自らの意思で店を辞めたスコット、そして車のバイヤーとして『ファスト&ラウド』に出演していたトーマスの4人が、新たに立ち上げたカスタム・ショップ「ファイアード・アップ・ガレージ」(Fired Up Garage)が番組の舞台となる。店名である”ファイア”には「クビ」と「エンジンをかける」という二つの意味がかかっている。

### ファイアード・アップ・ガレージ
拠点はガス・モンキー・ガレージ（以下GMG）を同じくテキサス州ダラスにあり、業種も同じく、車の転売と依頼を受けてホットロッド系のカスタムなど請け負うという”ライバルショップ”である。基本的に塗装と内装作業以外は外注はせず、エンジンのリビルドなども自前で行うのが特徴である。
GMGのオーナーはリチャードであるが、ファイアード・アップ・ガレージ（以下FUG）にはオーナーはおらず、中心メンバーがパートナー（出資者） というポジションで、そのメンバーが車の購入代金や改造費、家賃、電気代などを出し合い、儲けが出た場合はそれを分配するという方式をとっている。それ以外のメカニックはパートナーに雇われている、または助っ人 という形である。
リーダーが不在というのにはデメリットもあり、4人はリチャードという共通点だけで集まっているだけで特に親しい間柄という訳でもなく、自己中心的な性格の人間ばかりのため、一つにまとまることができずに、いつも口論やケンカが絶えない。

### ファスト＆ラウドとの関係
番組の主旨としては、リチャードに恨みを持つ4人が集まり、打倒GMGを掲げたライバル店を立ち上げ復讐する、という番組である。そのため両者は険悪な関係で、互いに罵り合ったり、嫌がらせを行ったりしている。
というのはあくまで設定である。まず開店直後で車の販売もできず、資金に困っていたところ、滞納していた家賃を6ヶ月分肩代わりしたのはリチャードである。そもそもFUGの店舗は、元々GMGが番組開始時に使っていた場所でもある。
他にも、木が倒れて事務所が使えなくなってしまった時は事務所として使えるトレーラーを用意したり、特殊な機械（エキゾーストパイプベンダー）を使わせてあげたり、FUGに泥棒が入り工具を盗まれてしまった時にはツールボックスをあげたり、FUGで修理している車のパーツが無かった時は、GMGの車のパーツを無料で提供するなど、嫌がらせをするどころか毎回のようにFUGの面倒を見ている。また、ライバル番組であるはずが、リチャードやアーロンは毎週のようにこの番組に出演している。スコットが辞めた時にも心配して様子を見に来て「余裕がない時には助けるから連絡しろ。お前らの成功をみたい。消えるなよ」と励ましている。
実はこの番組の制作会社は『ファスト＆ラウド』と同じピルグリム・スタジオであり、さらにリチャード・ローリングスはこの会社のエグゼクティブプロデューサーも務めている。この番組のエンドロールにもしっかりとプロデューサーの1人としてクレジットされている。ライバル番組という設定ではあるが、実質的には兄弟番組にあたる。トムとジョーダンはGMGを解雇されているが、解雇された直後にこの番組が開始されており、番組の移籍に近い。

## 出演者

### FUG

#### パートナー
トーマス・ウィークス Thomas Weeks
出演：シーズン1-出演中
『ファスト＆ラウド』ではリチャードの親友のカー・コレクターとして出演し、GMGの顧客として何台か購入していた。 この番組でも車の購入と販売を担当しており、リチャードとは同業者のライバルという設定になった。過去に車やバイクのレースをしており、首の椎間板ヘルニアや、右腕の神経を痛めてしまい、実際は冷たくないのに冷たく感じる後遺症がある。そのため右手だけ黒い手袋をしている時がある。
慢性的な人手不足のため、メカニックとしても働くことがあるが、過去にエンジンの整備でミスをしており、あまり他のメカニックからは信用されていない。よく口にするセリフは「自分より上手な詐欺師はだませない」
トム・スミス Tom Smith
出演：シーズン1-出演中
元GMGの従業員。遅刻が原因で解雇された。巨体が特徴のお調子者。自称・料理が得意で、キッチンカーをやる計画もあったが、試食会での評判は微妙だった。すぐ服を脱ぐクセがある。スーやリチャードに抱きつくなどスキンシップが激しいが、スーにはよく体臭を注意されている。
ジョーダン・バトラー Jordan Butler
出演：シーズン1
元GMGの従業員。板金からエンジンまでカバー する優秀なメカニックであるが、自信家であり他者を認めない性格でもある。GMGのジェイソンの事は「能無し」だと思っており、犬猿の仲。指示に従わないなど、反抗的な態度をとっていたためリチャードによって解雇された。
スコットはジョーダンについて「リーダーになれるが、時々身勝手になる」と評価している FUGでもまだ車が1台も完成していない状況で、妻の体調不良という嘘をついて仕事をズル休みしたことがある。
シーズン4では、キャリア5年ほどで自分より能力が劣るのケビンに意見され、さらに同じパートナーの位置にまで昇格する事に納得がいかず、「ふざけるな」と激怒しそのままFUGを辞めた。
スコット・ミクミラン Scot McMillan
出演：シーズン1
元GMGの従業員。親もメカニックという家系。元・海兵隊出身。GMGは独立するために辞めたはずだったが、この番組では「低賃金でこき使われて店を去った」という設定になった。
第9回で塗装の終わったショートベッドを持ち帰る際に、高速道路走行中に落下してしまい、幸い他の車は巻き込まなかったが、キャビンは大破してしまった。本人はストラップの故障が原因だと主張し、災難が起きた時こそ団結が必要だと説いたが、他のメンバーから非難されたため、関係が険悪になった。次の車のカマロがボロかったため、利益が薄く手間だけかかる車の修理に反対しボイコットするなど、ジョーダンやトムと激しく対立する。最終的にトーマスを入れてパートナー4人で話し合ったが、両者の溝は決定的であり、スコットとオースティンの2人はそのまま番組降板することとなった。
その後、FUGが利用していた塗装業者のコーベットを引き抜いたり、SNSで「俺が去ったと思っている人は間違ってる。いい車を作りたい俺を店が見限った」と投稿するなどFUGを批判していた。辞めた後に2人で様子を見に来たが、スープボーンに水をかけられ追い返された。「辞めたことは正しかったと再認識した」と捨て台詞を吐いて、それから二度と店に来ることはなかった。
ケビン Kevin Clark
出演：シーズン1-3
スコットが辞めたために、第12回で急遽FUGに入ることになったメカニック。濃いヒゲ とバンダナが特徴。トムとは11年来の友人で共に働いていたこともある。実は初登場はシーズン1第7回で、FUGの客として出演している。トムによると性格が良く、彼のことを悪く言う人はいないという。雑用を押しつけられても文句一つ言わなかったため、第14回にて正式なクルーとなった。モデルAでは配線を担当したが、不慣れなレース用イグニッションだったとはいえ、配線を間違えショ－トし火災を起こしかけた。
第25回では店舗移転に伴い、パートナーを再び4人にするためケビンが昇格する事になったが、それに納得がいかないジョーダンが代わりに店を辞める事になった。
新シリーズ開始直後の第44回で、突如としてFUGを辞めると宣言。みな驚いていたが、ほとんどの従業員が突然辞めるため、すぐに受け入れた。
ジョン John "Little John" Klump
出演：シーズン1-出演中
ラジカル・レストア店(RADICAL RESTORATIONS)のオーナー。スコットがコーベットを引き抜いたため、別の塗装屋を探すことになり、ジョーダンの幼なじみでもあるジョンに白羽の矢が立った。過去にリチャード率いるGMGからも誘いを受けたが、断った事があるという。非常に口が悪い。
それまでは塗装屋として仕事を受けていたが、シーズン4でジョーダンが辞めたため、助っ人としてFUGの作業に参加するようになった。トーマスに言わせると「彼の才能はこれまで働いてきた店では見たことがないレベル」。ジョンもFUGの個々のレベルの高さは認めているが、まとめ上げる人間が必要だと思って、それが自分だと考えている。そのため他のクルーに上から目線で接することも多く、軋轢を生むことがある。第31回から正式にパートナーとなる。GMGのアーロン的ポジション。

#### メカニック
オースティン Austin Potter
出演：シーズン1
この番組からの新規参加組。人手不足のため、アーロンの紹介でFUGに加入した。スコットにはイケメンと評価されている。スコットとは仲が良かったため、彼と同時に店を辞めた。のちに2人で店に立ち寄ったが、水をかけられて追い返され「人生は短い。クソに構う暇はない」と吐き捨てて去って行った。
スープボーン Soupbone
出演：シーズン1
スープボーンはあだ名で、本名はジェリー・ジョー・オニール。人手不足のためトーマスの紹介で加入した Apprentice（徒弟・初心者・実習生）。痩せた体型 と短髪が特徴。
ドライブシャフトのスプレー塗装を任されたが、送風機の前で行ったため飛沫が飛んでしまい、塗装したばかりの車体をダメにしてしまったことがある。母親には「怒るとバカをしでかす」と言われており、自分勝手な理由で辞めたスコットとオースティンが戻ってきた時には、ホースで水をかけて追い返した。
シーズン3からはパーツ調達を任されるようになったが、発注が遅れ作業を滞らせてしまった。それをパートナーにも相談もせず、さらに発注日に関して嘘の報告をしていた事も露見し、能力不足を理由に第22回にて解雇された。
キートン Keaton Butler
出演：シーズン1
ジョーダンの兄。スコットとオースティンの穴埋めとして第12回で加入。加工、整備もでき、車の知識も豊富。トムも「超人だね。マジで半端じゃないと」とその腕に驚くほど。その後、何度か出演したが、ジョーダンが辞めたため出演することもなくなった。
ジョシュ Josh Paris
出演：シーズン1-出演中
新規採用面接を経て第20回より加入。専門学校で溶接を学び、別のショップで働いて、補修とカスタムを学ぶ。FUGでは、最初に手がけた車でフロントガラスを入れる際に割ってしまい、ミスからのスタートとなった。ボス風を吹かせるジョンは苦手で、大ゲンカしたこともある。
JJ
出演：シーズン1-2
本名はジョーダン・ジョンソン。ジョーダンが他にもいて混同するため「JJ（ジェイジェイ）」と呼ばれている。スープボーンを解雇するために第21回で新たに雇われた人材で、彼の代わりにパーツ調達を担当している。
ジャスティン Justin Polley
出演：シーズン2
第27回にジョーダンの穴埋めとしてジョシュの紹介で加入。28歳で自動車歴は10年。腕のタトゥとアゴヒゲが特徴で、トーマスにはリチャードの従兄弟と間違われた。
ロドニー Rodney "POPEYE" Richardson
出演：シーズン3-出演中
第44回で突然ケヴィンが辞めたため、ジョンの店の従業員だったロドニーが助っ人として加入した。巨大なヒゲが特徴。腕がポパイのように太いことから、あだ名はポパイ。

### GMG
リチャード・ローリングス（英語: Richard Rawlings）
GMGのオーナーで、4人の共通の敵。様子を見に来たと言って、毎週のように出演する。イヤミや嫌がらせをしつつ、困っている時には助けてしまう。
アーロン・カウフマン（英語: Aaron Kaufman）
当初はリチャードと共に出演していたが、『ファスト&ラウド』の卒業とともにこの番組へも出演することもなくなった。

### その他
スー YU-LAN Martin "SUE"
『ファスト＆ラウド』にも出演しているASM内装店(ASM AUTO Upholstery)の店主。FUGの車の内装も担当している。
コーベット Corbett Tucker
『ファスト＆ラウド』にも出演したことがある外注の塗装屋。当初はFUGの車も請け負っていたが、注文と違う色に塗装するなど勝手をする事も多かった。トーマスによると、スコットが辞めた後に引き抜いたらしく、FUGの仕事は受けなくなり、別の塗装屋を探す羽目になった。
フィップス Dewaine Phipps
Phipps Autoの店主。店の裏のスペースをGMGやFUGに貸していた。第25回からは店舗自体をFUGに貸している。

### 著名人のゲスト出演
ブルー・デーモン・ジュニア
第26・27回に出演。メキシコのプロレスラー（覆面レスラー）。FUGが購入した車に、マスクがあった事から返却するために会いに行く。ちなみに本人の物ではなく、安物のコピー商品だった。
ダニー・トレホ
第28回にFUGの顧客として出演した俳優。バレットジャクソンを見てFUGのファンになり車を買いたいと連絡してきたという。
ビル・エリオット
第29回に出演したNASCARドライバー。 トーマスとは80年代からの友人。
フィル・ヴァッサー（英語: Phil Vassar）
第31回に出演したカントリーミュージックのシンガー・ソング・ライター。トムの知人。
ブラッド・ギャレット
第34回に出演したコメディアン。ダニー・トレホがMFGで購入したのを知り、バレットジャクソンの会場で会いに来た。しかし身体が大きいため（身長203.5cm）、車は購入しなかった。
フランキー・ムニッズ
第40回にFUGの顧客として出演。俳優。レーサーとしても活躍している。FUGに車を買いに来たが、先約がいたため購入を辞退した。
クリス・プラット
第48回にFUGの顧客として出演した俳優。主演した公開間近の映画『ジュラシック・ワールド/炎の王国』をテーマとしたバイクの製作をFUGに依頼した。

## 放送リスト
オリジナル（アメリカ版）のシーズン分け。
| シーズン | シーズン | 話数 | オリジナル放送日 | オリジナル放送日 | 平均視聴数 （百万） |
| シーズン | シーズン | 話数 | シーズン初回     | シーズン最終回   | 平均視聴数 （百万） |
| -------- | -------- | ---- | ---------------- | ---------------- | ------------------- |
|          | 1        | 8    | 2014年10月13日   | 2014年12月1日    | 1.33                |
|          | 2        | 8    | 2015年3月23日    | 2015年5月11日    | N/A                 |
|          | 3        | 8    | 2016年3月7日     | 2016年4月25日    | N/A                 |
|          | 4        | 8    | 2016年7月11日    | 2016年8月27日    | N/A                 |
|          | 5        | 10   | 2017年8月30日    | 2017年11月1日    | N/A                 |
|          | 6        | 13   | 2018年4月23日    | 2018年8月8日     | N/A                 |

以下、日本版の放送リスト。他の多くのディスカバリーチャンネルの番組と同様に、オリジナル版とはシーズンの区切り方や放送順序が異なっている。

### シーズン1
| 累計 | 話数 | 原題                                           | 日本題                                  | 放送日         | 視聴数（百万） |
| ---- | ---- | ---------------------------------------------- | --------------------------------------- | -------------- | -------------- |
| 1    | 1    | Fired Up About A Chevelle Part 1               | シボレー・シェベル パート1              | 2014年10月13日 | 1.491          |
| 2    | 2    | Fired Up About A Chevelle Part 2               | シボレー・シェベル パート1              | 2014年10月20日 | 1.517          |
| 3    | 3    | Jazzed About A '57 Gasser Part 1               | シボレー ガッサースタイル パート1       | 2014年10月27日 | 1.356          |
| 4    | 4    | Jazzed About A '57 Gasser Part 2               | シボレー ガッサースタイル パート2       | 2014年11月3日  | 1.433          |
| 5    | 5    | Furious ’65 Fastback Part 1                    | マスタング・ファストバック パート1      | 2014年11月10日 | 1.143          |
| 6    | 6    | Furious ’65 Fastback Part 2                    | マスタング・ファストバック パート2      | 2014年11月17日 | 1.448          |
| 7    | 7    | One, Nasty Nova Part 1                         | シボレー・ノヴァ パート1                | 2014年11月24日 | 0.921          |
| 8    | 8    | One, Nasty Nova Part 2                         | シボレー・ノヴァ パート2                | 2014年12月1日  | 1.299          |
| 9    | 9    | Flipped for a '69 Chevy Shortbed, Part I       | シボレー・ショートベッド パート1        | 2015年3月23日  | N/A            |
| 10   | 10   | Flipped for a '69 Chevy Shortbed, Part II      | シボレー・ショートベッド パート2        | 2015年3月30日  | N/A            |
| 11   | 11   | A Rusty, Crusty '67 Camaro, Part I             | シボレー・カマロ コンバーチブル パート1 | 2015年4月6日   | N/A            |
| 12   | 12   | A Rusty, Crusty '67 Camaro, Part II            | シボレー・カマロ コンバーチブル パート2 | 2015年4月13日  | N/A            |
| 13   | 13   | A '31 Ford Hot Rod and '71 Holy Grail Cuda     | フォード・モデルA ホットロッド パート1  | 2015年4月20日  | N/A            |
| 14   | 14   | The '71 Holy Grail Cuda/Goodbye Little Richard | プリムス・クーダ パート1                | 2015年4月27日  | N/A            |
| 15   | 15   | The Race to Finish the '71 Holy Grail Cuda     | プリムス・クーダ パート2                | 2015年5月4日   | N/A            |
| 16   | 16   | Revving up the '31 Ford Hotrod                 | フォード・モデルA ホットロッド パート2  | 2015年5月11日  | N/A            |
| 17   | 17   | Launching a '69 Satellite, Part 1              | プリムス・サテライト パート1            | 2016年3月7日   | N/A            |
| 18   | 18   | Launching a '69 Satellite, Part 2              | プリムス・サテライト パート2            | 2016年3月14日  | N/A            |
| 19   | 19   | Crushed GTO and Chopped '41 Ford               | オンボロGTO & 1941年式フォード パート1  | 2016年3月21日  | N/A            |
| 20   | 20   | "Crushed GTO and Chopped '41 Ford, Part 2      | オンボロGTO & 1941年式フォード パート2  | 2016年3月28日  | N/A            |
| 21   | 21   | 57' Corvette                                   | 1957年式シボレー・コルベット パート1    | 2016年4月4日   | N/A            |
| 22   | 22   | 57' Corvette, Part 2                           | 1957年式シボレー・コルベット パート2    | 2016年4月11日  | N/A            |
| 23   | 23   | Sue's Custom '56 Ford                          | スーに捧げるフォード・トラック パート1  | 2016年4月18日  | N/A            |
| 24   | 24   | Sue's Custom '56 Ford, Part 2                  | スーに捧げるフォード・トラック パート2  | 2016年4月25日  | N/A            |
| 25   | 25   | Guardian of the Galaxie                        | フォード・ギャラクシー パート1          | 2016年7月11日  | N/A            |
| 26   | 26   | Galaxie Quest: Barrett Jackson                 | フォード・ギャラクシー パート2          | 2016年7月18日  | N/A            |

### シーズン2
| 累計 | 話数 | 原題                       | 日本題                                 | 放送日         |
| ---- | ---- | -------------------------- | -------------------------------------- | -------------- |
| 27   | 1    | Wrestling with Disaster    | 1961年式フォード・エコノライン1        | 2016年7月25日  |
| 28   | 2    | Truckin' It with Trejo     | 1961年式フォード・エコノライン2        | 2016年8月1日   |
| 28   | 3    | The Original Rum Runner    | 1940年式フォード・チューダー1          | 2016年8月8日   |
| 30   | 4    | Booze in the Hood          | 1940年式フォード・チューダー2          | 2016年8月15日  |
| 31   | 5    | Klump in the Road          | 1959年式初代エルカミーノ1              | 2016年8月22日  |
| 32   | 6    | What Klump?                | 1959年式初代エルカミーノ2              | 2016年8月27日  |
| 33   | 7    | Spurred for a Ford         | 1932年式フォード・チューダー 前編      | 2017年8月30日  |
| 34   | 8    | Boom or Bust               | 1932年式フォード・チューダー 後編      | 2017年9月6日   |
| 35   | 9    | Air Picking We Shall Go    | 1955年式シボレー・ベルエア 前編        | 2017年9月13日  |
| 36   | 10   | Chasing a Six Figure Dream | 1955年式シボレー・ベルエア 後編        | 2017年9月19日  |
| 37   | 11   | Fired Up for a Jeep        | 1952年式ウィリス・ジープ 前編          | 2017年9月26日  |
| 38   | 12   | Muddy Payday               | 1952年式ウィリス・ジープ 後編          | 2017年10月4日  |
| 39   | 13   | Gleams with a Sunliner     | 1960年式フォード・サンライナー 前編    | 2017年10月11日 |
| 40   | 14   | Stars Align                | 1960年式フォード・サンライナー 後編    | 2017年10月18日 |
| 41   | 15   | Fair Game for a Fairlane   | 1967年式フォード・フェアレーンGTA 前編 | 2017年10月25日 |
| 42   | 16   | Fairlane Gets Fired Up     | 1967年式フォード・フェアレーンGTA 前編 | 2017年11月1日  |

### シーズン3
| 累計 | 話数 | 原題                          | 日本題                               | 放送日        |
| ---- | ---- | ----------------------------- | ------------------------------------ | ------------- |
| 43   | 1    | Fired Up and Throwing Down    | 1978年式シボレー・ブレイザー 前編    | 2018年5月2日  |
| 44   | 2    | Blaze It Up                   | 1978年式シボレー・ブレイザー 後編    | 2018年5月9日  |
| 45   | 3    | X Marks the Parts             | 1968式のAMC・AMX 前編                | 2018年5月16日 |
| 46   | 4    | Wires and Misfires            | 1968式のAMC・AMX 後編                | 2018年5月23日 |
| 47   | 5    | Street Fighting 70 1/2 Camaro | 70 12 カマロ 前編                    | 2018年5月30日 |
| 48   | 6    | A Jurassic Sized Adventure    | 70 12 カマロ 後編                    | 2018年6月13日 |
| 49   | 7    | United Kingdom of Misfits     | 1961年式モーリス・マイナー 前編      | 2018年6月20日 |
| 50   | 8    | Minor Fire                    | 1961年式モーリス・マイナー 後編      | 2018年6月27日 |
| 51   | 9    | Orange You Glad               | 1964年式GMCピックアップトラック 前編 | 2018年7月11日 |
| 52   | 10   | Pound Town                    | 1964年式GMCピックアップトラック 後編 | 2018年7月18日 |
| 53   | 11   | Barter Bucket                 | 1927年式モデルT ホットロッド 前編    | 2018年8月1日  |
| 54   | 12   | The Cooler                    | 1927年式モデルT ホットロッド 後編    | 2018年8月8日  |
| 55   | 13   | The Story of FU               | 振り返りSP                           | 2018年4月23日 |

## 各国の放送状況
- オーストラリア - 2014年12月16日からDiscovery Turbo MAXで放映を開始[42]。
- 南アフリカ共和国
- イギリス - 2015年からディスカバリーHDで放映を開始。
- フランス - 2018年からRMCDécouverteで放映を開始。
- イタリア - 2018年からモータートレンドで『Meccanici allo sbando』という番組名で放映を開始。
- ベルギー - 2015年からディスカバリーHDで放送を開始。